# Возрастная регрессия
Возрастна́я регре́ссия (от лат. regressus — обратное движение) — гипнотический феномен, при котором индивид вновь переживает события из своего прошлого. В случае интенсивной возрастной регрессии событие вновь переживается с такой силой, как если бы оно происходило в настоящий момент. В частности, в состоянии гипнотического транса у взрослых психически здоровых людей могут возникнуть формы поведения, свойственные ранним периодам детства. Восприятие окружающего мира тоже будет таким, каким оно было в соответствующем возрасте (например, при регрессии в детство индивид может видеть окружающие предметы и людей значительно более крупными). Однако, по всей видимости, эти феномены в действительности являются реконструкцией, созданной психикой взрослого человека. Кроме того, даже в случае очень интенсивной возрастной регрессии сознание индивида всё-таки сохраняет частичный контакт с реальностью.
Это явление может возникнуть как спонтанно, так и под влиянием внушения гипнотерапевта. Феномен возрастной регрессии также может возникать при использовании гештальттерапии, метода осознанного сновидения, психоанализа, психодрамы.
Регрессия в детский или подростковый возраст может также использоваться в манипулятивных целях, например, в рекламе и в так называемом криминальном гипнозе.

## История
Техника возрастной регрессии существует в гипнотерапии как минимум с конца 1880-х годов. Этот приём использовал, например, французский врач Пьер Жане. В статье 1889 года Жане описывает применение возрастной регрессии для пациентки психиатрической больницы Сальпетриер, Мари. Эта девятнадцатилетняя девушка страдала многочисленными истерическими симптомами. Например, она была слепа на левый глаз. Однако в состоянии гипноза, когда Жане внушил Мари, что она — пятилетняя девочка, зрение вернулось к ней. Мари рассказала, что в этом возрасте её насильно уложили спать с ребёнком, страдавшим заболеванием кожи лица. После этого сходные симптомы появились на коже маленькой Мари, а затем у неё возникла слепота левого глаза (с 6-летнего возраста). Во время сеанса гипноза Жане внушил Мари, что у ребёнка вовсе не было кожного заболевания. После сеанса гипнотерапии слепота пациентки навсегда исчезла. Жане применил сходный приём и для излечения прочих симптомов Мари. Через несколько месяцев у пациентки полностью исчезли проявления истерии.
Также, в 1889 году психиатр Роберт фон Краффт-Эбинг опубликовал сообщение о том, что в состоянии гипнотического транса может произойти восстановление некогда приобретённых, но затем забытых или угасших реакций, эмоций и воспоминаний.
В дальнейшем эта техника использовалась гипнотерапевтами, работавшими с пациентами, страдавшими от посттравматического стрессового расстройства во время Первой и Второй мировых войн. Мильтон Эриксон описывает метод возрастной регрессии в книге «Человек из февраля» (1979) В этой книге Эриксон рассказывает о том, как в процессе гипнотерапии он создал образ «Человека из февраля», который сопровождал пациентку в её «путешествиях в прошлое», чтобы оказать ей поддержку и помочь ей освободиться от травматических воспоминаний.

## Возможные объяснения
Несмотря на то, что возрастная регрессия широко применяется в гипнотерапии, природа этого феномена пока не получила научного объяснения. На данный момент существуют две теории:
- Теория функциональной ампутации, согласно которой гипнотическое внушение «отсекает» ту часть поведенческого репертуара, которая появилась позже возраста, в который регрессирует индивид (то есть «ампутируются» более взрослые формы поведения).
- Теория принятия роли, которая предполагает, что индивид, стараясь соответствовать ожиданиям гипнотизёра, играет роль человека более младшего возраста.

Однако в настоящее время ни одна из этих теорий не имеет полного научного подтверждения.

## Формы возрастной регрессии
- Минимальной регрессией является простое воспоминание об определённом эпизоде из прошлого[3]. Такая регрессия может быть спонтанной, не связанной с гипнотическим внушением, она может возникнуть, например, под воздействием просмотра фильма или альбома со старыми фотографиями[6].
- В случае гипермнезии (этот термин можно перевести как «сверх-воспоминание») индивид остаётся в своём реальном возрасте, но его воспоминания значительно ярче и подробнее, чем это обычно бывает[6]. При этом индивид ощущает себя одновременно действующим лицом и наблюдателем, он сохраняет знания опыт и аналитические способности взрослого человека. В гипнотерапии эта форма регрессии применяется обычно для работы с тяжёлыми травмирующими воспоминаниями, поскольку индивид не полностью погружается в них и сохраняет способность видеть происходящее со стороны[17].
- При возникновении феномена ревификации (то есть «повторного проживания») индивид мыслит и ведёт себя так, как если бы он реально вернулся в соответствующий возраст (например, ведёт себя как маленький ребёнок). Иногда именно ревификацию называют «истинной возрастной регрессией»[6]. В этой форме возрастной регрессии индивид ощущает себя действующим лицом, а не наблюдателем. Он теряет все познания, приобретённые во взрослом возрасте, и мыслит так, как если бы он реально вернулся в соответствующий период своего детства (например, не умеет читать). Эпизод из прошлого переживается так, как если бы индивид оказался в нём в первый раз в своей жизни[17]. В этом состоянии индивид часто проявляет свойственную детям интенсивность эмоциональных переживаний (по этой причине, гипнотерапевт должен проявлять осторожность при работе с травматичными детскими воспоминаниями[5]). У индивидов с высокой степенью гипнотической внушаемости возможно даже возникновение галлюцинаций; они могут находиться в состоянии транса с открытыми глазами. Они могут, например, воспринимать кабинет гипнотерапевта как школьный класс, где они когда-то учились[18]. Ревификация также может возникать спонтанно, например, в форме психопатологического репереживания[19]. В гипнотерапии эта форма регрессии часто применяется для работы с приятными воспоминаниями или с позитивным опытом из прошлого, который может быть полезен индивиду[17].

## Показания к применению
В гипнотерапии возрастная регрессия широко применяется для различного типа проблем:
- Поиск причин симптома, если предполагается, что этот симптом (например, заикание) связан с какими-либо событиями из прошлого пациента. После того, как причина найдена, симптом может быть устранён с помощью различных терапевтических приёмов[20].
- Возврат в тот период в прошлом, когда пациент не страдал от проблемы, которая его беспокоит сейчас, или когда он сумел успешно преодолеть её. Благодаря этому, пациент может поверить, что он обладает способностями, необходимыми для устранения проблемы (этот приём используется, например, для спортсменов, потерявших веру в свои силы после неудачи или травмы). При использовании этой методики пациент может также понять, что некогда помогло ему чувствовать себя лучше или добиться успеха[20]. Эта же методика может применяться для повышения мотивации пациента в отношении преодоления вредных привычек (например, курильщик может «вернуться в прошлое», когда он ещё не курил, был в хорошей физической форме, ему было легко дышать, его одежда не имела неприятного запаха, и т. д.)[21].
- Терапевтическая форма возрастной регрессии применяется также, если у пациента возникает спонтанная возрастная регрессия, связанная с психологической травмой (психопатологические репереживания). В этом случае гипнотерапевт может научить пациента контролировать подобные переживания и связанные с ними эмоции[21].
- Возрастная регрессия может применяться для лечения фобий: например, если пациент боится полётов на самолёте, ему предлагается «вернуться» в те моменты из его прошлого, когда он был пассажиром самолёта, и полёт закончился благополучно; в состоянии гипнотического транса пациент может вновь пережить ощущение комфорта и безопасности, которое он чувствовал во время полёта[22].
- При лечении депрессий «возврат в прошлое» может помочь пациенту избавиться от заученных в прошлом дисфункциональных шаблонов поведения, которые часто лежат в основе депрессивного расстройства[23].
- Наконец, возрастная регрессия может использоваться как вспомогательный приём для наведения гипнотического транса[24].

## Варианты использования возрастной регрессии в психотерапии
В гипнотерапии существуют две базовые стратегии использования возрастной регрессии:
- «Поиск ресурса» (так называемый «ресурсный транс»)[25]. При этой стратегии возрастная регрессия применяется для поиска позитивных воспоминаний. Гипнотерапевт помогает пациенту вновь пережить моменты успеха или иные приятные воспоминания. Затем проводится обращение к бессознательному пациента: даётся внушение об использовании «ресурсных переживаний» (уверенности в себе, радости, ощущения компетентности и т. д.) в нынешних и будущих ситуациях в жизни пациента[26].
- «Поиск травмы». В этом случае возрастная регрессия применяется для нахождения в прошлом тех травматических событий, которые продолжают негативно влиять на жизнь пациента (этот приём близок к гипноанализу). Иногда психологическая травма субъективна, она связана с тем, что ребёнок не мог правильно осознать происходящее. В этом случае в процессе гипноза достаточно помочь пациенту посмотреть на ситуацию по-иному, со взрослой точки зрения, имея в своём распоряжении опыт и все ресурсы взрослого человека[26][5]. Иногда индивиду удаётся найти решение проблемы, не выходя из состояния возрастной регрессии, самостоятельно или с помощью внушений гипнотерапевта (например, гипнотерапевт может дать внушение о том, что Бессознательное пациента само найдёт решение проблемы). Но также возможно, для защиты от слишком интенсивных травмирующих переживаний, перевести индивида в другой период его жизни или временно вывести его из состояния гипнотического транса, для того, чтобы обсудить проблему. Это позволяет ослабить силу эмоционального переживания и создать условия для проработки проблемы на интеллектуальном уровне. После этого индивид может быть снова введён в транс, но при этом у него будет решение проблемы и ресурсы, необходимые для проработки травмы[5]. Эта форма возрастной регрессии часто даёт более быстрый терапевтический эффект если пациент является не «наблюдателем», а «участником» событий прошлого, при условии, что у пациента возникает состояние абреакции по отношению к травматическим переживаниям. Однако подобный подход требует от терапевта большей опытности и осторожности, поскольку эмоциональные переживания могут оказаться очень интенсивными. Считается, что при некоторых особенно сильных травматических переживаниях абреакция не только необходима, но и должна произойти несколько раз в ходе терапии, для чего необходимо провести несколько сеансов гипноза с интервалом в несколько дней. Однако иногда это возможно реализовать ходе одного сеанса гипнотерапии, давая пациенту возможность отдохнуть и расслабиться между абреакциями (в этом случае даются внушения «сна» или «спокойного отдыха»)[18].

В психотерапии также применяется так называемая «двухуровневая диссоциированная возрастная регрессия» (или просто «диссоциированная регрессия»). При использовании этой техники индивид продолжает ощущать себя в своём реальном возрасте, однако благодаря гипнотическому внушению он как бы видит самого себя в прошлом. Подобный приём позволяет пациенту в какой-то степени отстраниться от травмирующего переживания. При этом он может, в своём воображении, вмешаться в ситуацию и изменить её. Мильтон Эриксон считал, что эту форму регрессии легче создать, и она более полезна в терапевтическом плане. Одна из разновидностей двухуровневой диссоциированной регрессии иногда считается самостоятельной методикой или даже особым направлением в психотерапии, она носит название «Рипэрентинг» (en:Reparenting), то есть «повторное родительство». При использовании этой методики в состоянии транса пациент получает возможность в своём воображении стать родителем самому себе (а точнее, своему «внутреннему ребёнку») и удовлетворить какие-либо эмоциональные потребности, которые не были удовлетворены в детстве.
Мильтон Эриксон также использовал методику, в которой индивид попеременно является то действующим лицом, то сторонним наблюдателем событий из своего прошлого (обычно из детства):
1. Позиция наблюдателя: проанализировать своё поведение в какой-то момент из прошлого и найти альтернативную, более эффективную модель поведения.
2. Позиция действующего лица: мысленно «войти» в эпизод из прошлого, но в этот раз с новой моделью поведения[28].

При работе с высокотравматичными воспоминаниями может также применяться так называемая «двойная диссоциация», при которой пациент не только является наблюдателем событий, не участвуя в них, но и видит не само происшествие, а, например, фильм о нём. При этом сам он может ощущать себя актёром, играющим в этом фильме, но также возможно провести внушение о том, что главную роль в фильме играет другой человек, лишь внешне похожий на него. При этом возможно даже использование воображаемого «пульта управления», который позволяет пациенту «приблизить» или «отдалить» какой-либо «кадр фильма». Это может также быть «видеозапись», причём пациент может, по своему выбору, «перематывать плёнку» назад или вперед или «останавливать» её, а также менять сценарий «фильма» (например, добавляя счастливый конец).
Эриксон также применял форму диссоциации, при которой пациент переживал эмоции, связанные с прошлыми событиями, но не осознавал, какие события вызвали эти эмоции. Затем Эриксон описывал эти события (или часть событий) и внушал пациенту амнезию по поводу этих событий. В других случаях Эриксон внушал пациенту, что он видит события прошлого, но не испытывает никаких эмоций по поводу того, что он видит.
Метод возрастной регрессии может сочетаться с методом временной прогрессии (то есть воображаемым «путешествием в будущее»). Существует два варианта этой комбинированной техники:
- Регрессия-прогрессия. Сначала проводится возрастная регрессия для поиска поддерживающих ресурсов. Затем используется временная прогрессия, при которой клиент может использовать ресурсы, найденные в прошлом, для конструирования образа достижения желаемой цели[30].
- Прогрессия-регрессия. Если в прошлом клиента существует травматический эпизод, гипнотерапевт внушает ему воображаемое перемещение в будущее, где клиент стал более зрелым и опытным. Затем проводится диссоциированная регрессия в травматический эпизод, но не из настоящего момента, а из воображаемого будущего[30].

## Приёмы, используемые для создания феномена возрастной регрессии
При подготовке к введению индивида в состояние возрастной регрессии гипнотерапевт может использовать определённые приёмы для того, чтобы направить его мысли к определённому периоду его жизни: например, расспрашивать его о детстве, говорить о детстве людей вообще или даже рассказать что-либо из своих собственных детских воспоминаний. Мильтон Эриксон говорил: «Если вы хотите, чтобы человек рассказал вам о своём брате, расскажите ему о своём». В качестве вспомогательных приёмов могут использоваться, например, детские сказки.
Эриксон использовал также приёмы
- контекстуального внушения, делая в своей речи акцент на таких словах и выражениях, как «вернуться», «вспомнить», «думать о прошлом»[22].
- подразумеваемого указания, например: «Когда вы вновь почувствуете себя семилетним ребёнком, вы сможете вспомнить класс, в котором вы учились…»[31].
- двойной связки, например: «Вы можете вернуться в возраст семи лет, но возможно, что это будет более поздний период, например, двенадцать лет…»[31].

Выбор метода индукции (то есть способа наведения транса) для создания феномена возрастной регрессии зависит от желаемого результата. Если необходимо, чтобы индивид оставался наблюдателем событий из прошлого, используются следующие формы индукции:
- Индивиду предлагается представить себе, что он видит фильм из своего прошлого и перематывает плёнку назад.
- Предлагается вообразить себя в процессе просмотра альбома со старыми фотографиями, причём страницы перелистываются в обратном порядке к прошлому.
- Предлагается вообразить перед собой коробку с предметами, каждый из которых связан с определённым воспоминанием.
- Используется образ «Книги времени, где все записано» (можно также внушить, что в этой книге есть фотографии или рисунки).
- Используется образ прозрачного лифта, который спускается в прошлое, или иного средства передвижения, которое совершает поездку в прошлое. Индивид видит себя внутри средства передвижения и является зрителем событий из прошлого, не участвуя в них.

Если же необходимо, чтобы индивид ощутил себя участником событий (то есть для создания феномена ревификации), можно использовать один из следующих приёмов:
- Индивиду предлагается представить себе, что он является персонажем фильма, а плёнка сама собой перематывается назад.
- Предлагается метафора «птицы, которая летит в пустоте вне пространства и времени», а затем оказывается в том моменте, который необходимо пережить вновь.
- Используется образы «двери в прошлое» или «туннеля во времени», через который предлагается пройти индивиду.
- Индивиду предлагается совершить «путешествие на машине времени» (преимуществом этого метода является то, что если воспоминание оказывается слишком травмирующим или пугающим, индивид может, в своём воображении, легко вернуться в настоящий момент).

Иногда индивиду внушается, что он забыл какие-то знания взрослого человека или не умеет делать того, что может делать взрослый человек. Также внушается, что индивид воспринимает мир, как ребёнок (например, все кажется большим, или он смотрит на взрослых снизу вверх).
Мильтон Эриксон использовал также следующую форму индукции: «Сейчас ты также можешь идти в прошлое до того момента, который сможет изменить твою жизнь».
При использовании возрастной регрессии может применяться приём, называемый утилизацией звуков. В этом случае пациенту внушается, что шум внешнего мира и голос терапевта преобразуются в звуки той воображаемой реальности, в которую он погрузился в данный момент. Это позволяет не только помочь пациенту не отвлекаться, например, на шум городского транспорта за окном, но и создаёт ощущение большей достоверности того, что происходит в мире, созданном воображением пациента.
После того, как состояние возрастной регрессии достигнуто, необходимо дать пациенту время для того, чтобы он «вжился» в соответствующий возраст.
Если при «возврате в прошлое» пациент становится «участником событий», то он ощущает себя человеком соответствующего возраста (например, ребёнком). В этом случае гипнотерапевту следует вести себя и разговаривать с ним так, как ведут себя и говорят с детьми этого возраста. Например, он может «играть» с пациентом в детские игры. Вопросы должны задаваться в настоящем времени (например, не «Что происходило в этот момент?», а «Что происходит в этот момент?»).
Считается, что эффективное использование возрастной регрессии невозможно без введения клиента в достаточно глубокое состояние транса. Например, Эриксон использовал возрастную регрессию лишь при условии, что клиент провёл в трансе как минимум 20 минут; иногда этот подготовительный период бывал значительно более долгим.

## Выход из состояния возрастной регрессии
При завершении сеанса работы с возрастной регрессией необходимо дать индивиду внушения на возврат в настоящий момент, в его реальный возраст.
При этом для выхода из состояния регрессии используется тот же метод, который был применён для входа в это состояние, но в обратном порядке (например, воображаемый фильм перематывается к концу, воображаемый «прозрачный лифт» поднимается вверх, предлагается увидеть себя выходящим из двери или туннеля, ведущего в прошлое, и т. д.).
Если была проведена возрастная регрессия в очень ранний период детства (когда ещё не существует способность понимать слова), то для выхода из состояния транса необходимо применять методы невербальной коммуникации. Например ещё до того, как пациент «вернулся в прошлое», гипнотерапевт даёт следующее предварительное внушение: «Когда я прикоснусь к вашей руке, вы больше не будете грудным ребёнком, вы снова станете взрослым человеком».

## Терапевтический эффект возрастной регрессии
Иногда проблема, возникшая в прошлом, основана на так называемом феномене импринтинга: в контексте травматической ситуации психика ребёнка «обучается» реагировать определённым образом. В данный момент эта защитная реакция является нормальной. Бессознательное индивида как бы «принимает решение» в будущем уберечь его от попадания в подобные ситуации. Но в дальнейшем, постоянно повторяясь в ином контексте, эта защита становится чрезмерной, неадаптивной или ненужной. Она может, например, выражаться в возникновении соматических симптомов при возникновении ситуации, чем-то напоминающей ту ситуацию, которая создала соответствующий импринт. Эти симптомы выполняют функцию предупреждения, давая сигнал о возможной опасности, которая на самом деле не существует в реальности. Это превращается в источник проблем для индивида, причём он сам часто не знает о причине этих проблем. В этом случае, вводя индивида в состояние возрастной регрессии, терапевт может предложить ему найти любое воспоминание, связанное с беспокоящим его симптомом, и описать, что он видит и чувствует. После этого, не задерживаясь на данном эпизоде жизни, следует продолжить перемещение в прошлое, к более ранним воспоминаниям, до того первого воспоминания, когда возник соответствующий импринт (обычно это имеет место в возрасте до 9 лет). Часто проработка этого воспоминания приводит к «эффекту домино»: все последующие проблемные эпизоды уже не требуют проработки, так как проблемы исчезают сами собой.
В некоторых случаях при «возврате в детство» пациент осознаёт, что он обладал способностями, которые впоследствии не были развиты. Благодаря этому осознанию появляется возможность развить и использовать эти способности.

## Проблемы, возникающие при применении возрастной регрессии
Считается, что сама по себе техника возрастной регрессии относительно проста, и «возврат в прошлое» в состоянии транса возникает легко. Значительно более трудной задачей для гипнотерапевта является достижение терапевтического результата при применении этой техники; сложность метода также связана с возможностью возникновения разнообразных непредвиденных и нежелательных побочных эффектов.
Глубокая возрастная регрессия в период, связанный с психологической травмой, может вызвать у индивида феномен абреакции, то есть интенсивной эмоциональной реакции, которая может оказаться неожиданной и неконтролируемой. При этом, находясь в состоянии транса, индивид может оказаться настолько поглощённым своими переживаниями, что это вызовет разрыв раппорта с психотерапевтом. Кроме этого, индивид может потерять все способности и опыт взрослого человека, необходимые для проработки проблемы. По этой причине, гипнотерапевт должен суметь быстро найти способ коррекции возникшей ситуации. Например, для того, чтобы индивид не бы повторно травмирован, переживая в своём воображении тяжёлую ситуацию из прошлого, можно добавить следующее внушение: «Вы просто смотрите и слушаете… вы сохраняете свой жизненный опыт и знания, который вы приобрели в течение вашей жизни…». Также можно «переместить» пациента в иной возрастной период (туда, где он обладает ресурсами, необходимыми для решения проблемы) или временно вывести его из состояния транса и обсудить проблему на интеллектуальном уровне, с использованием знаний и опыта взрослого человека.
У лиц, верящих в возможность реинкарнации, при применении возрастной регрессии может возникнуть ощущение того, что они вернулись в одну из своих прошлых жизней (так называемая «Регрессия прошлой жизни»). По мнению многих гипнотерапевтов, это не является серьёзной проблемой и даже может быть использовано в психотерапевтических целях. Однако следует быть готовым к тому, что индивид «вспомнит» крайне травмирующие эпизоды одной из своих прошлых жизней, например, собственную смерть. В этом случае гипнотерапевт может уменьшить глубину транса, то есть перевести пациента с уровня ревификации (ощущения себя участником событий) на уровень наблюдателя. Например, возможно внушение о том, что пациент наблюдает за происходящим, находясь «над ситуацией» и извлекая из неё полезный для себя опыт.
Более опасной проблемой является возникновение феномена ложных воспоминаний (см. также en:False memory syndrome). В некоторых случаях индивид может поверить, что некий эпизод действительно имел место в прошлом, хотя на самом деле этот эпизод является конструкцией, созданной его воображением в состоянии гипнотического транса. В частности, в состоянии возрастной регрессии индивид может увидеть себя жертвой сексуального насилия со стороны одного из взрослых членов семьи. Выйдя из состояния гипнотического транса, он может поверить, что этот эпизод действительно имел место, но был забыт благодаря механизму вытеснения травмирующих переживаний. Этот феномен может быть вызван поведением терапевта, который считает, что проблема пациента вызвана сексуальным насилием, и даёт — на сознательном или бессознательном уровне — установку на поиск подобной травмы. Если эпизод насилия будет «найден» и пациент не только поверит в его реальность, но и вновь переживёт его, это приведёт лишь к сильному травмированию его психики. Кроме того, в недавнем прошлом имело место (например, в Соединённых Штатах Америки) большое количество судебных процессов (en:False allegation of child sexual abuse), возбуждённых взрослыми женщинами против своих отцов, по поводу инцеста, якобы имевшего место в прошлом и «осознанного» благодаря гипнозу. По этой причине, проводя процедуру возрастной регрессии, гипнотерапевт должен быть предельно нейтрален и не давать никаких установок на то, какую травму пациенту следует «найти» в своём прошлом. Следует помнить что воспоминания пациента являются субъективной а не объективной реальностью.

## Меры предосторожности
Рекомендуется получение согласия пациента на возможность «возврата в прошлое». Если пациент находится в состоянии транса, согласие со стороны его Бессознательного может быть выражено с помощью идеомоторного сигнала (например, поднятие пальца руки). Если согласия получено не будет, то до проведения возрастной регрессии следует предварительно провести работу с бессознательными защитами пациента, которые по какой-то причине сопротивляются возврату в прошлое.
Чем менее опытен гипнотерапевт, тем большую осторожность ему следует соблюдать при использовании техники возрастной регрессии; например, следует четко определить событие, к которому будет проведён «возврат» и конкретизировать гипнотическое внушение таким образом, чтобы в памяти пациента было активировано именно это событие.
Следует также принимать во внимание способность пациента переносить интенсивные эмоции и его готовность к абреакции. В частности, если клиент страдает пограничным расстройством личности, перед использованием техники возрастной регрессии следует помочь ему развить способность контролировать своё эмоциональное состояние. Также более безопасной будет форма возрастной регрессии, при которой пациент будет «наблюдателем» событий прошлого, а не «участником». Гипнотерапевт должен также учитывать свою собственную способность переносить сильные эмоции, связанные с тем, что рассказывает пациент, не теряя при этом контроля над терапевтическим процессом.
Возможно также начать терапевтическую работу с воспоминания, не связанного со слишком тяжёлой психологической травмой. Таким образом пациент приобретает опыт успешного преодоления такого рода проблем, что позволяет в дальнейшем перейти к работе с более травматичными воспоминаниями.
При лечении депрессий методом возрастной регрессии следует учитывать, что для лиц, страдающих депрессией, характерна ориентация на воспоминания о прошлом; применение возрастной регрессии может закрепить эту дисфункциональную тенденцию. По этой причине не следует применять возрастную регрессию, если у пациента ещё не сформирована позитивная ориентация на будущее.